# Décès en 1433
Décès
- 1429
- 1430
- 1431
- 1432
- 1433
- 1434
- 1435
- 1436
- 1437

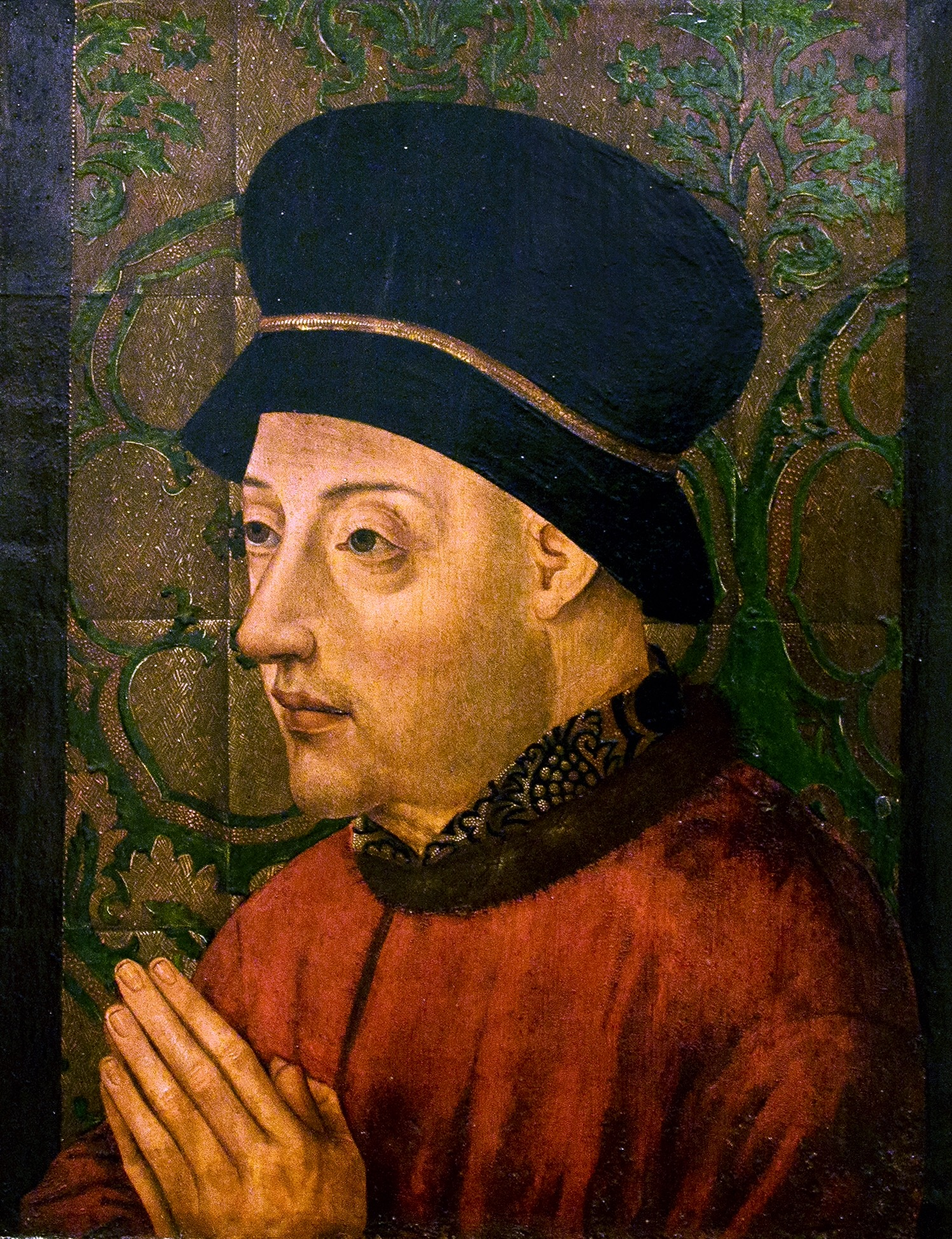
Jean Ier de Portugal, mort en 1433.

Cette page dresse une liste de personnalités mortes au cours de l'année 1433  :
- 28 février : Paul de Sade, évêque de Marseille.
- 14 avril : Lydwine de Schiedam, sainte et mystique catholique.
- juin : Jean de Brosse, seigneur de Boussac (Creuse), Sainte-Sévère (Indre) et Huriel (Allier), maréchal de France.
- 1er juin : Jacques II d'Urgell, dernier comte d'Urgell, vicomte d'Àger, baron d'Antillón, d'Alcolea de Cinca et de Fraga.
- 2 juin : Jean de Thoisy, évêque d'Auxerre  puis de ||Tournai, conseiller du roi de France, Charles VI ainsi que du duc de Bourgogne Jean sans Peur, puis de son fils, Philippe le Bon dont il a été auparavant le précepteur. Il est chancelier du duché de Bourgogne.
- 24 juillet: Gérard VII de Holstein-Rendsbourg, comte de Holstein-Rendsbourg et prétendant au duché de Schleswig, sous le nom de Gérard III.
- 14 août : Jean Ier de Portugal, dixième roi de Portugal et de l'Algarve.
- 31 août : Pierre Ier de Luxembourg-Saint-Pol, comte de Brienne, de Conversano et de Saint-Pol.
- 5 septembre : Lê Lợi, empereur du Đại Việt.
- 7 septembre : Charles de Poitiers, évêque de Châlons puis de Langres.
- 28 septembre : 
  - Olivier de Blois, comte de Penthièvre, vicomte de Limoges, seigneur d'Avesnes.
  - Przemko Ier d'Opava, duc d'Opava et duc de Głubczyce.
- 2 novembre : Hémon Raguier, seigneur de L'Haÿ, ancien argentier du roi Charles VI et de la reine Isabeau de Bavière.
- 1er décembre : Go-Komatsu, empereur du Japon.

- André Boutaric, évêque de Marseille.
- Thomas Conecte, moine et prédicateur français.
- Arnaud d'Abadie, évêque de Lescar.
- Jeanne Ire d'Albret, noble française.
- Jeanne de France, duchesse consort de Bretagne.
- Ambroise de Monaco, co-seigneur de Monaco.
- Antonio Martini di Atri, peintre italien.
- Zheng He, eunuque chinois musulman et explorateur maritime célèbre, que ses voyages amènent jusqu'au Moyen-Orient et en Afrique de l'Est.
- Sarwe Iyasou d'Éthiopie, négus d'Éthiopie sous le nom de Meherka Nan.
- Man:Co-mwan, fondateur et premier souverain de la dynastie de Mrauk U d’Arakan.

## Crédit d'auteurs
- Cet article est partiellement ou en totalité issu de l'article intitulé « 1433 » (voir la liste des auteurs).